# Guber-Peters Company
 (mai 2023).
Si vous disposez d'ouvrages ou d'articles de référence ou si vous connaissez des sites web de qualité traitant du thème abordé ici, merci de compléter l'article en donnant les références utiles à sa vérifiabilité et en les liant à la section « Notes et références ».
La Guber-Peters Company est une société de production créée en 1983 par Jon Peters et Peter Guber. Elle fut vendue à Sony Pictures Entertainment en 1989.

## Productions
- Le Loup-Garou de Londres (1981) de John Landis
- D.C. Cab (1983) de Joel Schumacher
- La Couleur pourpre[1] (1985) de Steven Spielberg
- Cluedo (1985) de Jonathan Lynn
- Les Sorcières d'Eastwick[1] (1987) de George Miller
- Who's That Girl (1987) de James Foley
- Rain Man (1988) de Barry Levinson
- Batman (1989) de Tim Burton
- Tango et Cash (1989)